# Phil Waugh
Pour les articles homonymes, voir Waugh.

a Compétitions nationales et continentales officielles uniquement.

b Matchs officiels uniquement.
Dernière mise à jour le 10 novembre 2021.
Phil Waugh, né le 22 septembre 1979, est un ancien joueur de rugby à XV australien qui jouait dans le Super 14 avec les New South Wales Waratahs et avec l'équipe d'Australie. Il occupe le poste de troisième ligne aile, mesure 1,75 m et pèse 100 kg.  
Véritable poison dans les rucks grâce à son gabarit de talonneur, il fut l'un des meilleurs gratteurs de ballon de la scène internationale. 

## Carrière
Il a joué pour l'équipe d'Australie des scolaires (1997, en tant que capitaine), des moins de 19 ans (1998) et des moins de 21 ans (1998-2000, en tant que capitaine en 2000).
Il a disputé son premier test match en novembre 2000 contre l'équipe d'Angleterre.
Waugh a débuté dans le Super 12 en (1999) avec les Waratahs. Il a été joueur australien de l’année de Super 12 en 2001. Il n’a pas joué en 2002 à cause d’une blessure, et a fait son retour au haut niveau en 2003.
Il a participé aux Coupes du monde 2003 (6 matchs joués) et 2007 (4 matchs joués).
En 2005, il a réalisé une bonne saison de Super 12, puis a été arrêté pour blessure. Il est revenu pour disputer trois matchs des Tri-nations en tant que titulaire, puis quatre tests matchs lors d’une tournée en Europe.

## Palmarès
- Finaliste de la Coupe du monde 2003
- Nombre de Capes en Super 12/14 : 116
- Nombre de tests avec l'Australie : 79
- Tests par saison : 1 en 2000, 7 en 2001, 13 en 2003, 12 en 2004, 10 en 2005, 12 en 2006, 11 en 2007, 11 en 2008, 2 en 2009.
- Points en test matchs : 20 (4 essais)